# Anoura luismanueli
Anoura luismanueli es una especie de murciélago de la familia Phyllostomidae.

## Distribución geográfica
Es endémica de Venezuela.